# Äijäsaari (ö i Mellersta Finland)
Äijäsaari är en ö i Finland. Den ligger i sjön Salosvesi och Pettämä och i kommunen Jämsä i landskapet Mellersta Finland, i den södra delen av landet, 220 km norr om huvudstaden Helsingfors. Öns area är 0,5 hektar och dess största längd är 100 meter i sydöst-nordvästlig riktning.